# مارتن فارغاس
مارتن فارغاس هو لاعب محترف لكرة القاعدة ‏ دومينيكاني، ولد في 22 فبراير 1978 في سان بيدرو دي ماكوريس في جمهورية الدومينيكان.

## روابط خارجية
- مارتن فارغاس على موقع الدوري الياباني لكرة القاعدة (الإنجليزية)
- مارتن فارغاس على موقعبيزبول رفرنس.كوم (الدوري الثانوي) (الإنجليزية)